# Alouatta sara
O bugio-vermelho-da-bolívia é uma espécie de primata encontrado na Amazônia, na Bolívia. Passou a ser considerado uma espécie diferente de Alouatta seniculus por conta de diferenças de cariótipo. Habita principalmente a mata de igapó na Floresta Amazônica.